# The Styles
The Styles sono stati un gruppo rock italiano. Hanno pubblicato il loro primo album nel 2007, ma sono in attività dal 2005. Hanno aperto i concerti di Iggy Pop, Graham Coxon, Vasco Rossi, Babyshambles, Dirty Pretty Things, Eagles of Death Metal, The Fratellis ed altri, oltre ad aver intrapreso numerosi tour in Italia e in Europa. Con J-Ax è nato un buon sodalizio artistico soprattutto da parte del cantante e chitarrista del gruppo Guido Style, che diventa produttore, autore, chitarrista e cantante in tutti i dischi e live di J-Ax fino al 2013.

## Storia
Gli Styles si formano nel 2005, e hanno come base Erba (dove è situato lo Style Studio, in cui sono effettuate tutte le registrazioni della band). Si definiscono una band pop, malgrado le influenze classic rock e punk rock siano molto marcate. Seguono la firma con Sony BMG e l'attività live promossa da Barleyarts. Il 5 ottobre del 2005 la band vince il Burnout Bandslam, concorso per band da tutta Europa organizzato da Gibson Guitars, Hard Rock Café e Electronic Arts. La serata finale tenutasi all'Hard Rock Café di Barcellona vede i The Styles in gara con altre quattro band selezionate tra circa un migliaio in tutta Europa.
In conseguenza della vittoria, il brano vincente Glitter Hits è remixato da Jack Joseph Puig (già producer per Green Day, U2, Weezer, Hole...) e incluso nel videogioco Electronic Arts Burnout Dominator. Nel 2006 il videoclip alternativo di The Music Sucks, realizzato per il Progetto Nokia Mobile Director vince l'Nseries Award e il Premio Videoclip Italiano. 
Nonostante gli Styles sembrino pronti a pubblicare un album completo, decideranno di attendere ancora due anni, cercando in questo arco di tempo di farsi conoscere e apprezzare il più possibile tramite singoli e collaborazioni. Di queste la più importante è senza dubbio quella con J-Ax per il singolo + stile (2007), che permetterà ai tre di raggiungere una notevole notorietà a livello commerciale, arrivando al 7º posto in classifica FIMI.
Il 5 ottobre del 2007 esce You Love the Styles, loro primo album, prodotto dallo stesso Guido Style e registrato allo Style Studio. Caratterizzato da suoni veloci e potenti, l'album gode di un buon successo di vendite, grazie anche alla sua disponibilità su iTunes, la cui versione contiene, tra l'altro, anche il singolo realizzato con J-Ax come traccia bonus.
L'album è interamente in inglese, scelta che, secondo il gruppo, era inevitabile:
(Guido Style)
Parallelamente all'attività live e studio della band, dal 2007 al 2013, Guido Style ha lavorato in veste di producer/songwriter agli album Rap n' Roll, Deca Dance e Meglio prima (?) del rapper milanese J-Ax, curandone il mixaggio e suonando quasi tutti gli strumenti. Il 25 settembre 2009 pubblicano il loro secondo album Newrante anticipato poche settimane prima dall'omonimo singolo (4 settembre 2009).
Dopo un incidente nel 2013, Guido è passato al basso. L'incidente in questione è da ricondursi ad un atto tanto altruista quanto eroico. Si trovava a casa dei genitori dell'allora compagna, per evitare che il cane di famiglia sbranasse un operaio, Guido utilizzo' la mano con cui suonava per trattenere l'animale, che nell'attacco gli compromise irrimediabilmente i tendini, impedendogli di fatto di proseguire la carriera da musicista.
Nell'ottobre 2022 è stata annunciata la morte, a 41 anni, del cantante Guido Carboniello in seguito a un tumore.

## Formazione
I componenti del gruppo, ispirandosi alla band punk Ramones, si fanno conoscere con il loro nome seguito dallo pseudonimo Style.
- Guido Style (Guido Carboniello) – voce, chitarra (2005-2022)
- Carlo Style – chitarra (2009-2012)
- Nick Style – batteria (2009-2012)
- Steve Style (Stefano Molteni) – chitarra (2005-2009)
- Luke Style (Luca Ciambrone) – batteria (2005-2009)

## Discografia

### Album in studio
- 2007 – You Love the Styles
- 2009 – Newrante

### EP
- 2005 – The Music Sucks
- 2005 – Glitter Hits

### Singoli
- 2005 – The Music Sucks
- 2005 – Glitter Hits
- 2007 – + stile (con J-Ax)
- 2007 – Real Gold
- 2008 – Sex
- 2009 – Newrante

## Videografia

### Video musicali
- 2005 – The Music Sucks
- 2005 – NME is you
- 2005 – Compromise
- 2005 – Glitter Hits
- 2005 – Glitter Hits (versione 2)
- 2006 – The Music Sucks (Alternative Video)
- 2007 – + stile
- 2007 – Real Gold
- 2008 – Sex
- 2009 – Newrante